# 602 (souborový formát)
602 je poměrně jednoduchý souborový formát a přípona souborů vyvinutý firmou Software602 pro textové dokumenty vytvářené programem Text602. V první polovině devadesátých let došlo k výraznému rozšíření tohoto textového editoru v České republice do škol, firem i státních institucí a na tuto dobu se stal souborový formát 602 de facto standardem.

## Podpora v aplikacích
Při potřebě práce se soubory formátu 602 lze využít Text602 spuštěný v emulátoru DOSu. Existuje také t602vw, specializovaný prohlížeč formátu 602 pro Windows. Formát je podporován i v prohlížeči v programu TotalCommander.
Importní filtr pro soubory 602 je obsažen i v softwaru používaném ve 20. letech 21. století: používají ho kancelářský balík OpenOffice i jeho nástupce LibreOffice nebo textový editor AbiWord.
Formát bylo možné používat také v již nevyvíjeném kancelářském balíku 602PC Suite.
Jeho podporu obsahovaly i další editory včetně některých starších českých verzí Wordu pro Windows, kvalita načtení dokumentů ale nebyla příliš dobrá.